# Sulitjelma
Sulitjelma este o localitate din comuna Fauske, provincia Nordland, Norvegia, cu o suprafață de 0,53 km² și o populație de 434 locuitori (2013).